# Kościół Przemienienia Pańskiego w Kolinie
Kościół Przemienienia Pańskiego w Kolinie – katolicki kościół parafialny zlokalizowany we wsi Kolin w gminie Dolice, w powiecie stargardzkim (województwo zachodniopomorskie).

## Historia i architektura
Kościół, murowany z kamieni narzutowych, został wzniesiony w 1662 roku. Sytuowany jest na planie prostokąta i nakryty czterospadowym dachem, ściany zewnętrzne są otynkowane. Od strony południowej do korpusu przylega dobudowana w latach 70. XX wieku zakrystia.
Wnętrze kościoła nakrywa drewniany strop. W prezbiterium znajduje się XVII-wieczny, barokowy ołtarz oraz dwie gotyckie rzeźby: św. Anna Samotrzecia i św. Jan Chrzciciel. W ołtarzu wstawiony jest obraz Przemienienia Pańskiego z eklektyczną ramą z początku XX wieku. XVIII-wieczna empora chórowa ozdobiona jest roślinnym ornamentem. Zachował się barokowy świecznik z 1671 roku i XVIII-wieczny wiszący świecznik korpusowy. W kościele znajduje się także feretron z początku XX wieku z wizerunkami Matki Boskiej wśród Aniołów i św. Józefa z Dzieciątkiem. Na przykościelnej dzwonnicy zawieszony jest dzwon z 1925 roku.
Po II wojnie światowej kościół został konsekrowany jako świątynia katolicka w dniu 5 sierpnia 1945 roku. Od 1971 roku pełni funkcję kościoła parafialnego.